# Alphonso Ford
Pour les articles homonymes, voir Ford (homonymie).
Alphonso Ford, né le 31 octobre 1971 à Greenwood, Mississippi, mort le 4 septembre 2004 à Memphis, Tennessee, est un joueur américain de basket-ball.
Marqueur prolixe, encore sixième en 2025 de l'histoire de la NCAA avec 3 165 points, il est deux fois meilleur marqueur, en 2001 et 2002 de l'Euroligue. En son honneur, le titre de meilleur marqueur de cette compétition est baptisé trophée Alphonso-Ford.

## Biographie
Joueur des Delta Devils de l'université d'État de la Vallée du Mississippi en NCAA, où il présente des moyennes de 29,0 points, 5,4 rebonds et 2,7 passes en 109 matchs disputés, son total de 3 165 points constitue encore en 2025 le record de la Southwestern Athletic Conference, où son équipe évolue. Ses moyennes de 29,9 en 1989-1990, 32,7 en 1990-1991, 27,5 en 1991-1992, 26,0 en 1992-1993 le placent respectivement en quatrième, deuxième, troisième et sixième rang pour la NCAA. Il est le premier joueur à réussir une moyenne de 25 points lors de quatre saisons consécutives.
Il est choisi au deuxième tour de la draft 1993 de la NBA par les 76ers de Philadelphie. Il est toutefois libéré dès le premier camp d'entrainement. C'est avec les Supersonics de Seattle qu'il dispute ses premiers NBA grâce à deux contrats de dix jours durant la saison 1993-1994.
Il évolue alors en Continental Basketball Association (CBA) avec les Tri-City Chinook (en), avec des moyennes de 23 pointspour sa première saison, et 24 points la deuxième. Signé comme agent libre par les Clippers de Los Angeles en 1994, il est libéré de contrat dès le mois d'octobre. Il se voit à nouveau un contrat de dix jours, par les 76ers de Philadelphie, disputant cinq rencontres, inscrivant 3,8 points en 19,6 minutes.
Il rejoint alors l'Europe, pour évoluer en championnat d'Espagne pour Huesca avec des moyennes de 24,9 points, 3,9 rebonds and 3,3 passes. Son club étant relégué, il rejoint le championnat de Grèce dans le club de Papagou. Après une saison à 24,6 points de moyenne, il se voit diagnostiquer une leucémie durant l'intersaison, l'obligeant à déclarer forfait pour la saison suivante. Bien que confronté à sa maladie, il rejoint pour un an un autre club de la ligue grecque, le Sporting Athènes. Il signe ensuite avec Peristéri BC pour deux saisons, club avec lequel il dispute pour la première fois une compétition européenne, la Coupe Korać. L'année suivante, Peristéri évolue dans la plus importante des compétitions en Europe, l'Euroligue. Lors de cette saison 2001, il termine avec 26,0 points, 4,1 rebonds et 2,7 passes, meilleur marqueur de l'Euroligue. Il est également élu dans le premier cinq, avec Louis Bullock, Derrick Hamilton, Gregor Fučka  et Dejan Tomašević.
Il rejoint alors l'Olympiakós Le Pirée. Il remporte la coupe de Grèce, face à Maroussi, sur le score de 74 à 66, Ford, avec 24 points, remportant le trophée de MVP de la compétition. L'AEK prive l'Olympiakós de victoire dans le championnat, s'imposant 3 à 2 dans la série finale. Il se succède pour le titre de meilleur marqueur de l'Euroligue lors de la saison 2001-2002 où l'Olympiakós échoue en quart de finale face au club espagnol de TAU Ceramica.
Après une saison, il rejoint Montepaschi Sienne, club du championnat d'Italie (Lega), il termine avec 17,9 points au troisième rang des marqueurs de l'Euroligue 2002-2003, derrière Milos Vujanic et Marcus Brown. Il est de nouveau élu dans le premier cinq de la compétition, avec Tyus Edney, Dejan Bodiroga, Jorge Garbajosa et Victor Alexander. Qualifié pour le Final Four, Sienne s'incline face au Benetton Trévise sur le score de 62 à 65.
En 2003-2004, malgré l'aggravement de sa maladie, il évolue avec Victoria Libertas Pesaro. Il dispute la finale de la coupe d'Italie, battu par Benetton Treviso. Il inscrit 22,2 points par matchs, son équipe terminant quatrième de la saison. Diminué, il  ne joue pas lors des deux premiers matchs de la série contre Naples en quart, et ne joue que 8 minutes lors de la rencontre décisive. Revenu pour le deuxième match de la demi-finale contre son ancienne équipe de Sienne, inscrit 27 points en 31 minutes. Lors de la troisième rencontre de la série, il s'avère incapable de revenir des vestiaires après la mi-temps, ne marquant que 9 points à 4 sur 5 en seulement 12 minutes. En août, il annonce ne pas pouvoir assumer son contrat pour la saison suivante.
Ford meurt en septembre de sa leucémie, à l'âge de 32 ans. Ses 1 200 points constitue alors le deuxième total de l'histoire de l'Euroligue.
En sa mémoire, le titre de meilleur marqueur de l'Euroligue, qu'il remporte en 2001 et 2002, est baptisé trophée Alphonso-Ford.